# Lomelosia hololeuca
Lomelosia hololeuca är en tvåhjärtbladig växtart som först beskrevs av Joseph Friedrich Nicolaus Bornmüller, och fick sitt nu gällande namn av W. Greuter och Burdet. Lomelosia hololeuca ingår i släktet Lomelosia och familjen Dipsacaceae. Inga underarter finns listade i Catalogue of Life.